# عبد الرحمن بن العباس
عَبْدُ الرَّحْمنِ بنُ العَبَّاسِ بن عبد المُطَّلِب بن هاشم القُرَشِيِّ الهاشمي، ابن عم النبي محمد، وأخو عبد الله بن عباس.

## سيرته
هو عبد الرّحمن بن العبّاس بن عبد المطلّب بن هاشم، وأمه أُمُّ الفَضْل لُبَابة الكبرى ابنة الحارث بن حَزْن الهلالية. وُلد على عهد رسول الله، ويُعتبر من صغار الصحابة.
وأخرج ابْنُ مَنْدَه عن عبد الله بن الغَسيل قال: كنْتُ مع رسول الله فمرَّ بالعباس فقال: «يا عَمِّ، اتبعني ببنيك»، فانطلق بستة من بنيه: الفضل، وعبيد الله، وعبد الله، وقُثم، ومعبد، وعبد الرحمن؛ فأدخلهم النبيُّ بَيْتًا وغطَّاهم بشمْلَةٍ سوداء مخططة بحمرة، فقال: «الْلَّهُمَّ إِنَّ هَؤُلاَءِ أَهْلَ بَيْتِي وَعِتْرَتِي، فَاسْتُرْهُمْ مِنَ الْنَّارِ كَمَا سَتَرْتُهُمْ بِهَذِهِ الْشَّمْلَةِ» فما بقي في البيت مَدَرَة ولا باب إِلا أَمَّن.
وروى اليعقوبي في تاريخه: وكان عبد الرحمن بن العباس بن عبد المطلب قد قدم على معاوية إلى الشام، فجفاه معاوية، ولم يقض له حاجة، ودخل إليه يوماً، فقال له: «يا ابن العباس كيف رأيت الله فعل بنا وبأبي الحسن؟»، فقال: «فعلا، والله، غير مختل عجلة إلى جنة لن تنالها، وأخرك إلى دنيا قد كان أمير المؤمنين نالها»، قال: «وإنك لتحكم على الله!»، قال: «بما حكم الله به على نفسه، ومن لم يحكم بما أنزل الله، فأولئك هم الظالمون»، قال معاوية: «والله لو عاش أبو عمرو حتى يراني لرأى نقم ابن العم»، فقال ابن عباس: «أما والله لو رآك أيقن أنك خذلته حين كانت النصرة له ونصرته حين كانت النصرة لك»، قال: «وما دخولك بين العصا ولحائها؟» قال: «ما دخلت إلا عليهما لا لهما، فدعني مما أكره أدعك من مثله، فلأن تحسن فأجازي أحب إلي من أن تسيء فأكافي»، ثم نهض.
وقال محمد مهدي الخرسان: «أمّا عن إخوته -أي أخوة ابن عباس- فهم على تفاوت في الحال والتفاضل في الأعمال، فمنهم الفاضل في عمله وسلوكه كالفضل، وقثم، وكثير، ومنهم الفاشل الآفل كعبيد الله، وعبد الرحمن، ومنهم الخامل كتمّام، ومعبد، فإلى قراءة عابرة ومعبّرة عنهم كلاًّ بحسبه.»، وقال أيضًا: «الثاني ــ من أبناء العبّاس الذين لم يسلم من جرح هو ــ: عبد الرحمن. وقيل: إنّما هو الحارث.».
وذكره عبد الحسين شرف الدين في الصحابة المنتجبين الممدوحين عند الشيعة. ولا بقية لعبد الرحمن، وكان قد ولد لعبد الرحمن: عبد الرحمن بن عبد الرحمن سمي باسم أبيه، درج.
وقُتل عبد الرحمن بإفريقية شهيدًا هو وأخوه معبد بن العبَّاس في زمن عثمان بن عفان مع عبد الله بن سعد بن أبي سرح، سنة خمس وثلاثين؛ قاله مصعب، وغيره، بينما قال ابن الكلبيّ: قُتل عبد الرّحمن بن العبّاس بالشّام، وقال البلاذري: مات في طاعون عمواس بالشام، ويقال استشهد يوم اليرموك في خلافة عمر.